# E&Mプランニングセンター
E&Mプランニングセンター（イー・アンド・エムプランニングセンター）は、かつて存在した映画・アニメの音響効果制作を主な事業内容とする日本の企業である。

## 概要・沿革
東京演劇音響研究所出身で昭和40年代前半期の東映動画（現・東映アニメーション）作品を手掛けた大平紀義や、東京効果工房出身でTCJ（現：エイケン）・東京ムービー作品を手掛けた片岡陽三、大平から替わって『もーれつア太郎』のシリーズ末期にクレジットされた伊藤道廣らによって、1972年にE&Mプランニングセンター（通称「E&M」）が発足する。
基本的にアニメの効果音を制作しており、特に東映動画・ナック・創映社→日本サンライズ・ぎゃろっぷなどのテレビアニメ、A.P.P.P.・スタジオジブリの劇場用アニメ、押井守監督によるOVA及び劇場用アニメ等に関わりが深い。
この他、希少ながら特撮作品では東洋エージェンシー・製作の『サンダーマスク』に、“イー・アンド・エム”の社名表記でクレジットされている。尚、片岡はE&M所属前に『チビラくん』、E&M所属時に『スターウルフ』→『宇宙の勇者 スターウルフ』を担当、両者とも円谷プロ・製作の実写作品である。
『ドラえもん (1973年のテレビアニメ)』や『ああ播磨灘』などの一部作品では音響効果のみならず音響制作も担当していた。
1988年の劇場用アニメ『火垂るの墓』でのクレジットが最後と思われる大平に替わって実質上E&Mの主力的存在となっていた伊藤や石野貴久が、テレビアニメ『BLUE SEED』担当の後にE&Mを脱退し、1995年にサウンドリングを発足。同じくテレビアニメ『キテレツ大百科』において、効果担当のクレジットを5月まで“イー・アンド・エム・P”と社名表記のみで出していたものが翌月から片岡の個人名表記のみに変更されており、これらの事象等から少なくとも同年5月までに活動を終結したものと見られる。

## 所属していたスタッフの担当作品

### 大平紀義[1]
- 一休さん (NET→ANB)
- 風の谷のナウシカ※佐藤一俊と連名クレジット
- ゲゲゲの鬼太郎（第2期）(CX)
- 少年徳川家康 (NET)
- とんがり帽子のメモル (ABC-ANN)
- はーいステップジュン (ABC-ANN)
- 火垂るの墓※伊藤道廣と連名クレジット
- まんが日本史 (NTV)
- 未来少年コナン（劇場版）
- UFO戦士ダイアポロン (TBS→12ch)
- 宗谷物語（TX)

### 伊藤道廣[2][3]
- あさりちゃん（ANB）
- 宇宙海賊キャプテンハーロック（ANB）
- 宇宙戦士バルディオス（12ch）
- おもひでぽろぽろ
- がんばれ元気（CX）
- キテレツ大百科TVSP（CX）
- 機動警察パトレイバー※初期OVAシリーズ（アーリーデイズ）、TVシリーズ（SS-REMIX版）、後期OVAシリーズ
- 機動警察パトレイバー the Movie
- 機動警察パトレイバー 2 the Movie
- キャンディ・キャンディ（NET→ANB）
- キン肉マン キン肉星王位争奪編（NTV）
- くじらのホセフィーナ（12ch）
- グレートマジンガー（CX）
- 鋼鉄ジーグ（NET）
- The・かぼちゃワイン（ANB）
- 魁!!男塾（CX）
- 重戦機エルガイム（NBN-ANN）
- 新メイプルタウン物語 パームタウン編（ABC-ANN）
- ずっこけナイトドンデラマンチャ（12ch）※シリーズ途中で横山正和に交代
- SLAM DUNK（ANB）※途中でサウンドリンクに交代
- 聖戦士ダンバイン（NBN-ANN）
- 戦国魔神ゴーショーグン（TX）
- 戦闘メカ ザブングル（NBN-ANN）
- タイガーマスクII世（ANB）
- 戦え!超ロボット生命体 トランスフォーマーV（NTV）
- 花の子ルンルン（ANB）
- ビックリマン（ABC-ANN)
- BLUE SEED（TX）
- 北斗の拳（CX）
- 劇場版 世紀末救世主伝説 北斗の拳※小野弘典と連盟クレジット
- 火垂るの墓※大平紀義と連名クレジット
- マジンガーZ（CX）
- マシンハヤブサ（NET）
- 海がきこえる
- 耳をすませば
- メイプルタウン物語（ABC-ANN）
- 魔法使いサリー（ANB）
- 魔法少女ララベル（ANB）
- わが青春のアルカディア 無限軌道SSX（TBS）

### 片岡陽三[4]
- ああ播磨灘 (TX)
- 赤胴鈴之助 (CX)
- あげまんと福ちん (OVA)
- アタッカーYOU! (TX)
- 家なき子 (NTV)
- 宇宙大帝ゴッドシグマ (12ch)
- エースをねらえ! (MBS-ANN)
- がんばれゴンベ (12ch)
- ガンバの冒険 (NTV)
- 新・巨人の星シリーズ (ytv-NNS)
- キテレツ大百科※299話以降 (CX)
- 荒野の少年イサム (CX)
- 侍ジャイアンツ (ytv-NNS)
- ジムボタン (NET)
- ジャングル黒べえ (MBS-ANN)
- 柔道讃歌 (NTV)※金丸孝彦、横山正和と連名クレジット
- 新オバケのQ太郎 (NTV)
- 宝島 (NTV)
- 珍豪ムチャ兵衛 (TBS)
- 天才バカボン (ytv-NNS)
- ど根性ガエル (ABC-JNN)
- ドラえもん (NTV) ※小川勝男と連名クレジット
- はじめ人間ギャートルズ (ABC-JNN→ABC-ANN)
- 花の係長 (MBS-JNN)
- 一ッ星家のウルトラ婆さん (ytv-NNS)
- ピュア島の仲間たち (NTV)
- フリテンくん（OVA）
- 冒険コロボックル (ytv-NNS)
- マンガ日本経済入門 (TX)
- ミスター味っ子 (TX)
- 桃太郎伝説 PEACHBOY LEGEND (TX)
  - PEACH COMMAND 新桃太郎伝説 (TX)
- 森のトントたち (CX)
- やじきた学園道中記 (OVA)
- ろぼっ子ビートン (TBS)

### 小川勝男
- ドラえもん（NTV）※片岡陽三と連名クレジット
- ウルトラ6兄弟VS怪獣軍団
- 忍者ハットリくん（ANB）
- ドリームハンター麗夢

### 佐藤一俊[5]
- 亜空大作戦スラングル（ANB）
- WXIII 機動警察パトレイバー
- 永遠のアセリア
- 風の谷のナウシカ※大平紀義と連名クレジット
- がんばれ!キッカーズ（NTV）
- 銀河烈風バクシンガー（TX）
- 銀河疾風サスライガー（TX）
- 紅の豚
- 巨神ゴーグ（TX）
- 最強ロボ ダイオージャ（NBN-ANN）
- サイキックアカデミー煌羅万象
- シスタープリンセス（TX）※小野弘典と連名クレジット
- ゼロテスター 地球を守れ!（KTV-FNS）
- 蒼天の拳（EX）
- ダーティペア（NTV）
- 滝田ゆう落語劇場※小野弘典と連名クレジット
- 楽しいムーミン一家（TX）
- 超攻速ガルビオン（ANB）
- 超電磁マシーン ボルテスV（ANB）
- 超電磁ロボ コン・バトラーV（NET→ANB）
- Dear
- 帝都物語※東洋音響効果グループの小島良雄と連名クレジット
- 天空の城ラピュタ※小野弘典と連名クレジット
- 闘将ダイモス（ANB）
- となりのトトロ
- ハニーハニーのすてきな冒険（CX）
- ふたり鷹（CX）※モータージャーナリストの青池武と連名クレジット
- V・B・ローズ
- 魔女の宅急便
- 魔法使いTai!
- 未来ロボ ダルタニアス（12ch）
- 無敵ロボ トライダーG7（NBN-ANN）
- めちゃっこドタコン（CX）
- 勇者ライディーン（NET）

### 横山正和[6]
- おぼっちゃまくん（ANB）
- 機動戦士Ζガンダム（NBN-ANN）
- キン肉マン（NTV）
- 剛Q超児イッキマン（NTV）
- ゴッドマジンガー（NTV）
- スペースコブラ（CX）
- 柔道讃歌（NTV）※片岡陽三、金丸孝彦と連名クレジット
- 太陽の使者 鉄人28号（NTV）
- 超時空世紀オーガス（MBS-JNN）
- ハロー!サンディベル（ANB）
- ベムベムハンターこてんぐテン丸（CX）
- ムーの白鯨（ytv-NNS）
- 六神合体ゴッドマーズ（NTV）
- 機動戦士ガンダムΖΖ（NBN-ANN）

### 金丸孝彦
- グロイザーX（12ch）
- 柔道讃歌（NTV）※片岡陽三、横山正和と連名クレジット
- ドン・チャック物語※第2作のみ（12ch）
- まんが猿飛佐助（12ch）

### 小野弘典
- 機動戦士ガンダム 逆襲のシャア ※横山正和と共同担当
- 紅の豚（効果助手）
- 劇場版 世紀末救世主伝説 北斗の拳※伊藤道廣と共同担当
- こまねこ
- 滝田ゆう落語劇場 ※佐藤一俊と共同担当
- シスタープリンセス（TX）
- 東京スキャナー
- どーもくん
- となりのトトロ（効果助手）
- 魔女の宅急便（効果助手）

### 石野貴久[7]
- おもひでぽろぽろ（効果助手）
- カリメロ (TX)
- GS美神 (ABC-ANN)
- スーパービックリマン (ABC-ANN)
- まじかる☆タルるートくん (ABC-ANN)
- ママレード・ボーイ (ABC-ANN)
- 楽しいウイロータウン（TX)

### E&M名義
- アストロガンガー (NTV)
- キテレツ大百科※298話まで (CX)
- 新ビックリマン (ABC-ANN)
- ゼロテスター (KTV-FNS)
- ドン・チャック物語※第1作のみ(12ch)
- ダメおやじ (12ch)
- チャージマン研!（TBS）
- 超時空世紀オーガス（MBS-JNN）
- デビルマン (NET)
- パンダの大冒険
- マジンガーZ※初期のみ (CX)
- 魔法使いチャッピー (NET)
- ミクロイドS (NET)